# Graham Verchere
Graham Marc Verchere (Vancouver, 4 februari 2002) is een Canadees acteur.

## Carrière
Verchere begon in 2014 als jeugdacteur met acteren in de televisieserie Psych, waarna hij nog meerdere rollen speelde in televisieseries en films. Zo speelde hij in onder andere Fargo (2017) en The Good Doctor (2017).

### Young Artist Awards
- 2010 My Little Pony: Friendship Is Magic, in de categorie Beste Optreden in een Voice-Over Rol - gewonnen.
- 2011 Once Upon a Time, in de categorie Beste Optreden in een Televisieserie in een Bijrol - genomineerd.
- 2015 Mary Poppins, in de categorie Beste Optreden in een Theatervoorstelling door een Jeugdacteur -  genomineerd.

## Filmografie

### Films
Uitgezonderd korte films.
- 2021 Our Christmas Journey - als Henry
- 2020 Stargirl - als Leo Borlock
- 2018 Wedding of Dreams - als Luca
- 2018 Deadly Deed: A Fixer Upper Mystery - als Elliot Hopkins
- 2018 Summer of 84 - als Davey Armstrong
- 2017 Escape from Mr. Lemoncello's Library - als Curtis Keeley
- 2017 Woody Woodpecker - als Tommy Walters
- 2015 Jim Henson's Turkey Hollow - als Tim Emmerson
- 2015 Perfect Match - als Luke Summers
- 2015 My New Best Friend - als Jonathan
- 2014 Along Came a Nanny - als Brody

### Televisieseries
Uitgezonderd eenmalige gastrollen.
- 2023 The Power - als Urbandox (stem) - 4 afl.
- 2023 Alert: Missing Persons Unit - als Keith - 10 afl.
- 2017-2022 The Good Doctor - als jonge Shaun Murphy - 8 afl.
- 2020 50 States of Fright - als Liam - 2 afl.
- 2018-2019 Supergirl - als George Lockwood - 7 afl.
- 2014-2017 My Little Pony: Friendship Is Magic - als Pipsqueak / Chipcutter (stemmen) - 4 afl.
- 2017 Fargo - als Nathan Burgle - 7 afl.

- International Standard Name Identifier: 0000 0004 6479 6132
- Library of Congress Control Number: no2016047046
- Nationale Bibliotheek van Israël: 987012385058705171
- Virtual International Authority File: 263146094291600332113
- WorldCat: E39PBJtGWKbXtVgqcMPx7xvmBP